# Puente de Bac de Roda
El puente de Bac de Roda, o puente de Calatrava, une los distritos de San Andrés y San Martín de Barcelona, separados por las vías del ferrocarril. Obra de Santiago Calatrava, fue inaugurado en 1987.

## Ubicación
Ubicado junto a la estación de mercancías de la Sagrera, el puente sortea las vías ferroviarias de la línea Barcelona-Francia, de la línea Barcelona-Massanet-Massanas (desde 1989) y de la línea de alta velocidad a Francia (desde 2013). De este modo, el viaducto enlaza la calle Bac de Roda, en el distrito de San Martín, con la calle de Felipe II, en San Andrés, creando un eje que une el mar y la montaña.

## Historia
El puente forma parte de la política urbanística municipal, impulsada por Oriol Bohigas en los años previos a los Juegos Olímpicos, de monumentalizar la periferia de la ciudad. La intervención en este punto permitió revalorizar y dignificar un espacio degradado hasta los años 1980, debido a los asentamientos chabolistas junto a las vías del tren conocidos como La Perona.
El proyecto, aprobado en 1985 –un año antes de la designación olímpica– fue el primer puente diseñado por Santiago Calatrava, quien también realizó la torre de telecomunicaciones de Montjuic con motivo de la cita olímpica. Las obras se iniciaron en 1986. El puente fue inaugurado por el alcalde de Barcelona, Pasqual Maragall, el 27 de septiembre de 1987, en el marco de las fiestas de la Merced. Originalmente estaba prevista la creación de una zona enjardinada debajo el puente –en los laterales de las vías ferroviarias– a la que se accedía por una escalera en cada extremo del viaducto, y que nunca se materializó.
El proyecto incluyó también la urbanización de una parcela contigua, un triángulo de 7000 m² formado por las calles Felipe II, Palencia y Sagrera, que se convirtió en la plaza General Moragues (inicialmente Valls Sistachs). La urbanización, a cargo de los arquitectos municipales Pedro Barragán, Bernardo de Solá y Olga Tarrassó, se completó con dos esculturas de acero de Ellsworth Kelly.